# Jacob Obrecht
Jacob Obrecht (Gant, 1457 - Ferrara, juliol de 1505, morí a causa de la pesta), fou un compositor flamenc del Renaixement.
Després de desenvolupar des de molt jove les funcions de mestre de capella en la seva ciutat natal, passà a Itàlia, on el 1474 ingressà en la capella d'Hèrcules I d'Este, duc de Ferrara, i de retorn a Utrecht, es dedicà a l'ensenyança de la música, sent un dels deixebles d'Erasme de Rotterdam. Des de 1483 fins 1485 formà part de la capella musical de la catedral de Cambrai; d'allà passà a prestar els seus serveis en diverses esglésies de Flandes, on sembla que va tenir correspondencia amb Johannes Regis i, el 1492 succeí a Jacobus Barbireau en el càrrec de mestre de capella de Nostra Senyora d'Anvers, plaça que conservà fins al 1498, retornant a Itàlia el 1504.
Fou el més important dels compositors de misses a l'Europa de finals del segle xv, només superat i injustament eclipsat per Josquin Des Prés després de la seva mort. També va compondre nombrosos motets i cançons. Petrucci publicà un volum de misses d'aquest compositor amb el títol de Misse Obrecht (1503), en la s'hi conté les següents: Je ne demande, Graecorum, Fortuna desperata, Malheur me bat, Salve diva parens; una altra missa d'Obrecht es conté en el primer llibre de Missae diversorum, titulada Si dedero. També figuren dues misses d'Obrecht en la col·lecció Missae XIII de Graphaeus (1539), a sabé; Ave Regina coelorum i Petrus Apostolus, etc.
Escriví així mateix molts motets, entre ells els que es troben en el llibre III i IV del Odhecaton de Petrucci (1503 i 1505), en el Liber selectarum cantionum (1520) de Konrad Peutinger, etc. He ací alguns d'ells:
- Quis numerare queat;
- Laudes Christo redemtori;
- Beata es Virgo Maria;
- O Beate Basili confessor, inclosos a Motetti libri quator (Venècia, 1505);
- Factor orbis Deus, Laudamus nunc Dominum, O pretiotissime sanquis, inclosos en la col·lecció de Petrucci (Venècia, 1505).

A més se li deu, una Passió a quatre veus també, inclosa en la Selectae harmoniae de G. de Rhaw; diversos himnes, també a quatre veus, col·leccionats en el Liber primus sacrorum hymnorum (1542) del mateix; altres Passions, etc.
El seu talent per la composició és evident en la seva composició sacra i secular de gran qualitat, el que reforça la teoria de què podia escriure una versió sencera de l'ordinari de la missa en una nit.
En un motet dedicat al seu pare, el compositor es va anomenar a si mateix «Jacob Orfeo».
Va passar la majoria de la seva vida en esglésies de Bruges, Anvers i Bergen op Zoom, encara que finalment es traslladà a Itàlia. Les seves composicions, plenes de seqüències llargues i moviments paral·lels, eren més tradicionals que les dels seus contemporanis. En canvi, fou arriscat en el tractament del cantus firmus. La seva obra, que seguia sent contrapuntual, no va contribuir a la nova tendència que va sorgir a Itàlia al llarg del segle xvi, música que havia d'expressar meticulosament el sentit real de les paraules.
Obrecht també a compondre alguns cants profans, entre ells els que comencen per Jay pris amour, Va itement, Mon père m'a donné mari, Tander naken (cançó flamenca), Tant que notre argent durera, La tourtourella, etc., que figuren en els llibres A. B. C. de la col·lecció, avui molt rara, de Petrucci, que porta per títol Harmonicae musices Odhecaton (Venècia, 1501-1503).

## Altres obres destacades
- Missa sub tuum praesidium
- Salve regina
- Missa super Maria Zart